# 노쓰다 가쿠토
노쓰다 가쿠토(일본어: 野津田 岳人, 1994년 6월 6일 ~ )는 일본의 축구 선수이다. 현재 타이 리그 1의 BG 빠툼 유나이티드 FC에서 뛰고 있다.

## 구단 경력
그는 2012년부터 2024년까지 J리그의 산프레체 히로시마, 알비렉스 니가타, 시미즈 에스펄스, 베갈타 센다이, 방포레 고후에서 활동하였다.

## 국가대표팀 경력
그는 2014년 아시안 게임에 참가할 일본 U-23 국가대표팀에 발탁되었다.
2022년 EAFF E-1 풋볼 챔피언십에 참가할 일본 국가대표팀에 발탁되었으며, 7월 24일 중국와의 경기에서 데뷔했다. 대회 우승.

## 통계
| 일본 | 일본 | 일본 |
| 연도 | 출전 | 득점 |
| ---- | ---- | ---- |
| 2022 | 1    | 0    |
| 통산 | 1    | 0    |